# Toscansk orden
Den toscanske orden er en søjleorden, som generelt anses for at være den mest sparsomme og robuste. Dens kapitæl ligner dorisk, men toscanske søjler har ikke kannelurer (de lodrette riller langs skaftet). Det er den ene orden, som udvikledes i Rom, og ansås ikke som en separat søjleorden før renæssancen.